# Grupo dos Budas
Grupo dos Budas (inicialmente, o Grupo de Madrid) é a designação pela qual ficou conhecido um grupo de opositores ao regime ditatorial português saído do Golpe de 28 de Maio de 1926 que se refugiou em Madrid. 
A designação de Grupo dos Budas foi uma alcunha que terá sido criada por Ferro Alves, divulgada na publicação do seu livro OS BUDAS: O Contrabando de Armas, sobre um caso de tráfico de armas portuguesas apreendidas nas Astúrias, envolvendo o grupo. Um sintoma de dissidências internas, este livro viria a ser motivo de acusações, de Jaime de Moraes, de que Ferro Alves era um dos "mais inteligentes e mais perigosos traidores a nossa causa", pois a imagem do grupo é reduzida à de «profissionais da revolução», interessados no enriquecimento pessoal.
O grupo era liderado por Jaime Alberto de Castro Moraes, Alberto Moura Pinto (1883-1960) e Jaime Zuzarte Cortesão. Incluía, entre outros, Nuno Cerqueira Machado Cruz (1893-1934), Ernesto Carneiro Franco (1886-1965), Francisco Oliveira Pio (1897-1972), Júlio César de Almeida (1892-1977), Inocêncio Matoso da Câmara Pires (1898-1966), Alexandrino dos Santos (n. 1891 - viria a ser acusado de traição ao grupo). Outras personalidades ligadas ao grupo foram João Maria Ferreira Sarmento Pimentel, Armando Cortesão e José Maria Ferreira da Costa e Silva (1901-1972), conhecido pelo pseudónimo de "Silva da Madeira".
Exilados na Espanha republicana, viriam a tomar partido dos republicanos na Guerra Civil Espanhola, inclusive tomando postos militares. Colaboram também com figuras da liberdade regional, como Castelão. Na derrota da guerra, continuam a actividade contra-regime em exílio em diversos países.